# Santé (tijdschrift)
Santé is een Nederlands gezondheidsmagazine dat zich vooral richt op vrouwen van middelbare leeftijd.

## Geschiedenis
In eerste instantie werd het tijdschrift in 1993 bedacht door uitgever Maarten van de Biggelaar als gezondheidsmagazine en werd vanaf 1994 uitgegeven door Hachette/VDB waarbij hij samenwerkte met diverse Nederlandse academische ziekenhuizen. Later werd het tijdschrift uitgegeven door Hearst Magazines Netherlands (uitgever van Quest, National Geographic, JAN, Glamour, Vogue en de Quote). In 2012 nam Audax Publishing de uitgave van het tijdschrift over. 
De oplage ligt recent rond de ongeveer 29.000 exemplaren. Het magazine bereikt ruim 53 duizend unieke bezoekers online.

## Inhoud
Het magazine heeft een aantal vaste onderwerpen:
- Achtergrondverhalen en gezondheidsrubrieken
- Recepten
- Inzichten van experts, zoals (sport) artsen, psychologen, relatiedeskundigen en (voedings)wetenschappers
- Shoppings, mode en beautyproducten
- Reizen
- Duurzame alternatieven en oplossingen